# Too Late
Ne doit pas être confondu avec Too Late (True love).
Pour plus de détails, voir Fiche technique et Distribution.
Too Late est un film dramatique américain indépendant écrit et réalisé par Dennis Hauck, sorti en 2015.

## Synopsis
Un enquêteur privé parcourt les rues de Los Angeles pour retrouver une femme disparue de son passé. Il se retrouve alors emmêlé dans un scandale minable impliquant des clubs de striptease, des petits revendeurs de drogue et des filles disparues.

## Fiche technique
- Titre : Too Late
- Réalisation : Dennis Hauck
- Scénario : Dennis Hauck
- Musique : Robert Allaire
- Photographie : Bill Fernandez et Howard E Smith
- Montage : David Heinz
- Production : Alexandra Barreto, Taylor Feltner et Dennis Hauck
- Société de production : Foe Killer Films
- Pays de production :  États-Unis
- Genre : Drame
- Durée : 107 minutes
- Dates de sortie : 
  - États-Unis : 11 juin 2015 (Festival du film de Los Angeles)
  - États-Unis : avril 2016

## Distributions
- Crystal Reed : Dorothy Mahler
- John Hawkes : Sampson
- Vail Bloom : Janet Lyons
- Dichen Lachman : Jilly Bean
- Jeff Fahey : Roger
- Natalie Zea : Mary Mahler
- Joanna Cassidy : Eleanor Mahler
- Robert Forster : Gordy Lyons
- Sydney Tamiia Poitier : Veronica
- Brett Jacobsen : Fontaine
- Dash Mihok : Jesse
- Rider Strong : Matthew